# Юнус Бікбов
Юнус Юлбарисович Бікбов (башк. Юныс Юлбарыҫ улы Бикбов; нар. 1883, Абуляїсово, 2-й Усерганської волості Орського повіту Оренбурзької губернії (тепер Зіанчуринського району Башкортостану) — пом. 1942, Караганда, Казахська РСР, СРСР) — один з лідерів Башкирського національного руху, партійний і державний діяч, голова Башкирського уряду. Неодноразово репресований як «башкирський націоналіст».

## Біографія
Юнус Бікбов народився в 1883 році в селі Абуляїсове 2-й Усерганської волості Орського повіту Оренбурзької губернії (тепер Зіанчуринського району Башкортостану).
Початкову освіту здобув у медресе села Юніс, потім навчався в російськомовній школі. Після школи вступив до Оренбурзької гімназії, де став членом місцевого соціал-демократичного гуртка, а пізніше — членом партії есерів.
У 1909 році стає студентом юридичного факультету Казанського університету. Піднаглядний з 1909 року через партійну діяльність.
З 1917 року почав працювати мировим суддею у 2-ї Усерганської волості і влітку того ж року активно включився до Башкирського національного руху за автономію Башкурдистана.
У грудні 1917 року на установчому III Всебашкирському курултаї обраний головою Передпарламенту — Кесе-Курултай і членом Башкирського уряду. Наприкінці 1917 року обраний делегатом до Установчих зборів від башкир-федералістів по Оренбурзькому виборчому округу (списку № 9).
У 1918 році Юнус Бікбов обраний головою Башкирського уряду. У 1919 році після утворення Башревкому був включений до його складу на I Всебашкирському військовому з'їзді.
Після підписання угоди башкирського уряду з центральною радянською владою, його обирають народним комісаром юстиції Автономної Башкирської Радянської Республіки.
Після травневого Декрету 1920 року ВЦВК і РНК РРФСР про обмеження прав Автономної Башкирської Радянської Республіки і порушень статей угод, усі члени Башкирського уряду колективно подали у відставку. Повернувся до своєї колишньої роботи мировим суддею у 2-й Усерганській волості.
18 травня 1930 року за рішенням трійки ОГПУ Башкирської АРСР був засуджений до 5 років позбавлення волі і відправлений на будівництво Біломорсько-Балтійського каналу. Після повернення переїхав жити до Ташкента, де спочатку працював викладачем у школі, потім в університеті. У 1938 році за неправдивим звинуваченням був знову засуджений, але вже до 8 років позбавлення волі, був відправлений до Казахської РСР, де помер у 1942 році. Реабілітований у 1962 році.

## Примітка
1. ↑  Энциклопедия Челябинска. Архів оригіналу за 30 квітня 2021. Процитовано 30 квітня 2021.
2. ↑  Протасов Л. Г.. Люди Учредительного собрания: портрет в интерьере эпохи. М., РОСПЭН, 2008. Архів оригіналу за 8 квітня 2022. Процитовано 30 квітня 2021.